# Mưa trên biển vắng
Mưa trên biển vắng là tên tiếng Việt của ca khúc Pháp: Je n’pourrai jamais t'oublier (tạm dịch: Em sẽ chẳng bao giờ có thể quên anh) do Emil Dimitrov (Емил Димитров) (1940-2005) và Patricia Carli (sinh năm 1938) sáng tác vào năm 1970. Phiên bản tiếng Pháp được những người yêu nhạc trên thế giới biết đến với giọng hát của Nicoletta.

## Xuất xứ
Ca khúc này được Phạm Duy đặt lời Việt với tựa đề Nhớ anh mà thôi. Năm 1991, Nhật Ngân đặt một lời Việt khác với tên Mưa trên biển vắng. So với nguyên bản thì lời của Phạm Duy sát nghĩa hơn nhưng Mưa trên biển vắng phổ biến và được công chúng đón nhận nhiều hơn. Ngọc Lan là ca sĩ đã thể hiện thành công bài hát này.
Tại chương trình Gương mặt thân quen mùa 2, nữ ca sĩ Vy Oanh thể hiện ca khúc và hóa thân Ngọc Lan và đạt giải nhất tuần.
Phần nhạc piano dạo đầu có nhịp điệu làm người nghe liên tưởng tới bài Magique boulevard của François Feldman, tuy nhiên tiết tấu ở bài này có phần chậm rãi hơn.